# Peter Courtenay

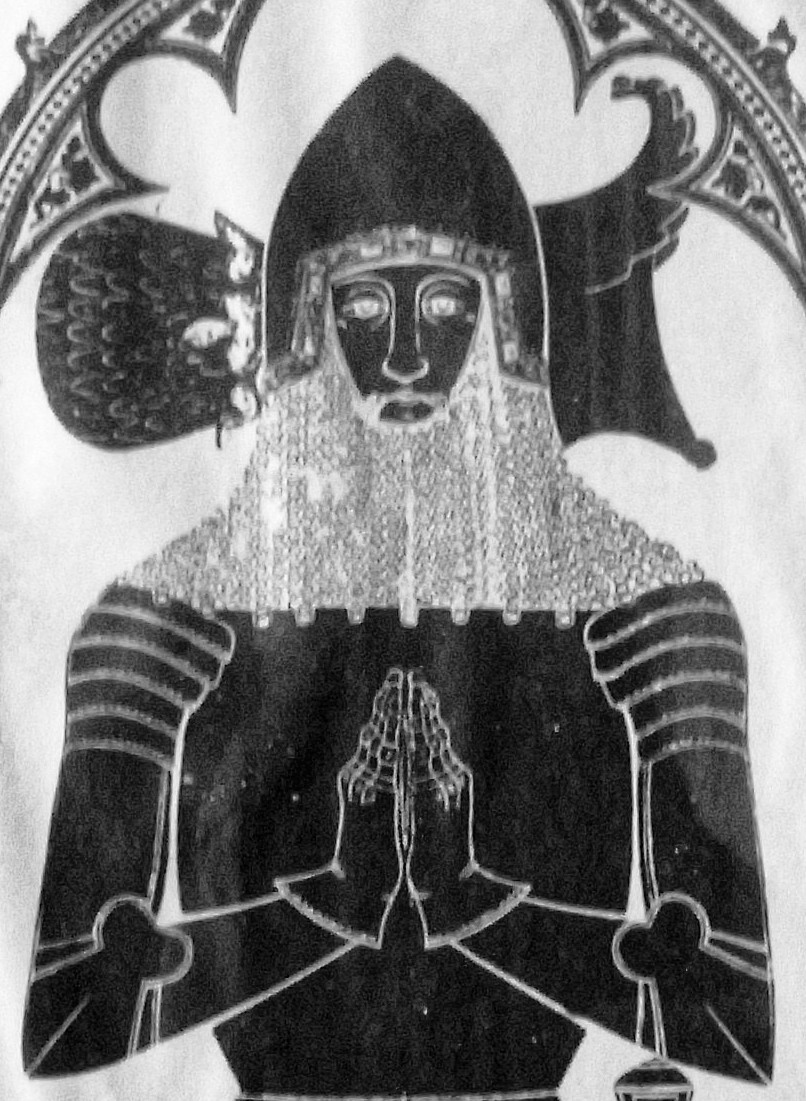
Afbeelding van Peter Courtenay in de Kathedraal van Exeter.

Peter Courtenay (1346 - 2 februari 1405) was een Engeland militair tijdens de Honderdjarige Oorlog en was kamerheer van koning Richard II van Engeland.

## Biografie
Peter Courtenay werd geboren als een jongere zoon van Hugh II van Devon en Margaretha de Bohun. In 1367 verkreeg hij de ridderslag van de Zwarte Prins na de slag bij Nájera. Tien jaar later werd hij samen met zijn broer Philip gevangengenomen door de Castilianen. Hij stierf op 2 februari 1405 en hij werd begraven in de Kathedraal van Exeter.